# Карзикозеро (деревня)
Ка́рзикозеро (карел. Karzikkojärvi) — деревня в составе Чёбинского сельского поселения Медвежьегорского района Республики Карелия Российской Федерации.

## Общие сведения
Расположена на берегах озёр Семчозеро и Карзикозеро, на автодороге к западу от Медвежьегорска.

## Население
| 2002 | 2010 | 2013 |
| ---- | ---- | ---- |
| 0    | ↗4   | ↗6   |